# 李佳鸣
李佳鸣（1969年—），汉族，中华人民共和国政治人物、第十一届全国政协委员。
担任全国青联委员、澳门青年联合会副理事长兼秘书长、澳门殷理基有限公司总经理。2008年，当选第十一届全国政协委员，代表中华全国青年联合会，分入第十六组。2018年1月，当选第十三届全国政协委员。